# Ventrolamina
Ventrolamina es un género de foraminífero bentónico considerado un sinónimo posterior de Protopeneroplis de la familia Ventrolaminidae, del suborden Involutinina y del orden Involutinida. Su especie tipo era Ventrolamina cribrans. Su rango cronoestratigráfico abarcaba el Jurásico.

## Clasificación
Ventrolamina incluye a la siguiente especie:
- Ventrolamina cribrans †